# Лунен модул
Лунен модул (на английски: Lunar Module, съкр. LM) е спускаем апарат на пилотирания експедиционен комплекс Сатурн V – Аполо, разработен от конструкторския отдел на Grumman Corporation с ръководител Том Кели в рамките на програмата Аполо.

## История
Лунният модул (LM) е проектиран, след като НАСА избира да достигне Луната чрез концепцията „Среща на английски: Lunar Orbit Rendezvous, съкр. LOR). След като решението е взето, трябва да бъде проектиран отделен космически кораб, който може да достигне лунната повърхност и да излети от нея обратно към лунна орбита. Лунният модул е построен от Grumman Corporation и проектиран от американския инженер Том Кели. Grumman започват изследвания още в края на 50-те години на 20 век. През 1961 г. са готови ескизите на новия космически кораб, който първоначално е наречен Лунен експедиционен модул (LEM). През юли 1962 г. единадесет фирми са поканени да представят на НАСА предложения за LEM. През ноември същата година Grumman печели контракт за проектиране и построяване на лунен модул на стойност 350 млн. долара. По-късно тази сума нараства значително и това предизвиква забавяне в крайния пусков срок с една година. В течение на развитието на програмата Аполо името на LEM е официално променено на Лунен модул (LM).

## Дизайн
Лунният модул е построен без спазване на английски: Descent Stage) и степен за излитане (на английски: Ascent Stage). По този начин се редуцира масата, която трябва да стартира от лунната повърхност. При тръгване от Земята лунният модул се намира в специален аеродинамичен обтекател, наречен адаптер на лунния модул (SLA). Този адаптер е поместен в третата степен на Сатурн V S-IVB. След достигане до околоземна орбита, лунният модул, който се намира в SLA със сгънати крака, бива изтеглен от Аполо. По време на полета до Луната пилотът на LM влиза в него временно и тества своите системи. През целия полет той изпълнява ролята на бордови инженер, който наблюдава системите на двата скачени космически кораба. След достигане на окололунна орбита командирът на космическия кораб и пилотът на лунния модул преминават през т. нар. „трансферен тунел“ в кабината на LM. Двамата астронавти са прави, тъй като липсват кресла (за пестене на тегло и място). Краката на лунния модул са отворени и той се отделя от космическия кораб. Управлението се осъществява от командира, а пилотът на модула подава навигационна и друга информация. Маневрата по прилуняване протича на три етапа с двукратно включване на двигателя на степента за кацане. Този двигател е първият ракетен двигател в света с регулируема тяга. При първото включване на спирачния двигател LM извършва две обиколки за погасяване на скоростта и намаляване на височината до 15 km. Тази маневра е отработена за първи път по време на мисията Аполо 10. По това време LM лети обърнат по гръб, за да намали вертикалната скорост до нула. След като достигне разстояние до мястото за кацане от 480 km, екипажът стартира двигателя повторно и включва радара за кацане. По време на втората фаза височината е намалена до 3 km, а лунният модул е обърнат в почти вертикално положение, което позволява на екипажа визуална ориентация. Третият етап е този на подход и прилуняване. При подхода височината е намалена до 210 m. От тази точка командирът насочва модула за кацане. Под краката на лунния модул се намират сонди с дължина 3 m. Когато те докоснат лунната повърхност, се включва специален индикатор в кабината, който показва, че двигателят може да бъде изключен и спускаемият апарат да кацне на Луната. Мястото за прилуняване трябва да бъде равно. LM може да кацне на терен с наклон 15%, дори 20%, без да се преобърне, но излитането е възможно, само ако наклонът е до 10%. При всички тези операции работи само спирачният двигател на степента за кацане и спомагателните двигатели за ориентация. При излитане от Луната тази степен се отделя с помощта на пиропатрони и остава на лунната повърхност. Степента за излитане има собствен двигател, с който достига окололунна орбита и се скачва с основния блок на космическия кораб. Астронавтите преминават в него през трансферния тунел, модулът се отделя от кораба, двигателят му е стартиран дистанционно и получава спирачен импулс, след което се разбива в повърхността на Луната.

## Спецификации

### Степен за кацане
Степента за кацане (на английски: Descent Stage) е снабдена английски: Apollo Lunar Surface Experiments Package, съкр. ALSEP), който остава на лунната повърхност. Специалното сгъваемо четирикрако шаси на LM е оборудвано с пиропатрони за меко кацане.

#### Технически характеристики
- Височина: 2,83 m
- Ширина: 4,21 m
- Размер на шасито: 9,37 m
- Маса: 10 149 kg
- Гориво: 8165 kg
- Тяга на двигателя: 44 kN
- Гориво: Аерозин
- Окислител: Диазотен тетраоксид
- Електрическа система: 33 kW, 1600 Ah

### Степен за излитане
Степента за излитане (на английски: Ascent Stage) има три основни отсека: херметична кабина за работа и почивка на екипажа, централен отсек и заден отсек, в който е поместено необходимото оборудване. Тази степен има собствен двигател за старт от Луната, маневриране и скачване с Командния модул на окололунна орбита. В нея са разположени пулта за управление, приборни таблици за ръчно прилуняване, радио-комуникационна система, радар, люк за преминаване в Командния модул и люк за излизане на лунната повърхност. Степента за излитане има телескоп за наблюдение, както и собствени електрически батерии и резервоар с кислород.

#### Технически характеристики
- Височина: 3,54 m
- Диаметър: 4,47 m
- Тегло: 4547 kg
- Гориво: 2358 kg
- Тяга на двигателя: 16 kN
- Гориво: Аерозин
- Окислител: Диазотен тетраоксид
- Електрическа система: 17 kW, 800 Ah

### Адаптер на лунния модул
Адаптерът на английски: Spacecraft Lunar Module Adapter, съкр. SLA) е предназначен да предпази Лунния модул при излитане от Земята и преминаване през земната атмосфера. Той има формата на конус и служи за свързване на ракетата-носител Сатурн V с кораба Аполо. Изработен е от четири алуминиеви панела. След достигане на околоземна орбита, SLA се отстранява от основната конструкция с помощта на пиропатрони.

#### Технически характеристики
- Височина: 8,50 m
- Диаметър на върха: 3,90 m
- Диаметър на базата: 6,60 m
- Тегло: 1837 kg
- Обем: 190 m3

## Изпитателни полети

### Тренировъчни полети
За наземни тренировки е построен Bell Aerosystems Lunar Landing Research Vehicle или както е по-известен, LLRV. Това е експериментален летателен апарат с вертикално излитане и кацане. Симулатор на лунния модул създаден за наземни изпитания и ниски тренировъчни полети. В средите на пилотите изпитатели е известен с прозвището „летящ креват“. В Хюстън, Тексас е построен и тренажор за предварително обучение на изпитателите. С LLRV са осъществени 45 полета до началото на пилотираните полети до Луната. 35 полета извършва Джо Уокър, а останалите 10 са дело на Нийл Армстронг. След успешното достигане на лунната повърхност полетите с LLRV са продължени с други изпитатели (за усъвършенстване системата за управление на LM) и приключват през 1971 г.

### Безпилотни полети
На 22 януари 1968 г. първия лунен модул (LM-1) е изведен на околоземна орбита от космическия кораб Аполо 5. Полетът продължава почти едно денонощие. През това време са извършени тестове на двигателите на модула.

### Пилотирани полети

#### Аполо 9
На 3 март 1969 г. космическият кораб Аполо 9 и лунният модул Spider (LM-3) са изведени на ниска околоземна орбита. Основна цел на полета е установяването на годността и възможността за пилотиране и маневриране с лунния модул. Астронавтите Джеймс Макдивит и Ръсел Швейкарт осъществяват самостоятелни полети и маневри в космическото пространство, като се отдалечават на разстояние 175 km от основния блок на космическия кораб, пилотиран от Дейвид Скот.

#### Аполо 10
На 18 май 1969 г. космическият кораб Аполо 10 доставя лунния модул Snoopy (LM-4) на окололунна орбита. Това е генерална репетиция за кацането на Луната. Астронавтите Томас Стафорд и Юджийн Сърнън осъществяват успешно първата фаза от маневрите за прилуняване и достигат на 14,3 km от лунната повърхност. След това отделят степента за кацане – за първи и последен път по време на полет и с помощта на степента за излитане издигат Snoopy на окололунна орбита. Там се срещат и скачват с основния блок на Аполо 10, пилотиран от Джон Йънг. След това лунният модул е отделен от кораба и изведен на орбита около Слънцето. Това е единственият оцелял лунен модул от всички участвали в полети по програмата Аполо.

## Производство
| Сериен номер | Име на LM  | Космически кораб | Забележка                                                 |
| ------------ | ---------- | ---------------- | --------------------------------------------------------- |
| LM-1         | —          | Аполо 5          | Безпилотен полет на околоземна орбита                     |
| LM-2         | —          | —                | Неизползван. Предвиден за втори безпилотен полет          |
| LM-3         | Spider     | Аполо 9          | Първи маневри на околоземна орбита                        |
| LM-4         | Snoopy     | Аполо 10         | Първи маневри на окололунна орбита                        |
| LM-5         | Eagle      | Аполо 11         | Първо кацане на Луната                                    |
| LM-6         | Intrepid   | Аполо 12         | Второ кацане на Луната                                    |
| LM-7         | Aquarius   | Аполо 13         | Неуспешна мисия                                           |
| LM-8         | Antares    | Аполо 14         | Трето кацане на Луната                                    |
| LM-9         | —          | —                | Неизползван. Първоначално предвиден за КК Аполо 15        |
| LM-10        | Falcon     | Аполо 15         | Четвърто кацане на Луната. Използвана е нова версия на LM |
| LM-11        | Orion      | Аполо 16         | Пето кацане на Луната. Първо кацане на планински терен    |
| LM-12        | Challenger | Аполо 17         | Шесто кацане на Луната.                                   |
| LM-13        | —          | Аполо 18         | Неизползван. Отменен полет                                |
| LM-14        | —          | Аполо 19         | Неизползван. Отменен полет                                |
| LM-15        | —          | Аполо 20         | Утилизиран по време на производството. Отменен полет      |

## Галерия
- Представяне на LM през 1962 г.
- Еволюцията на LM от 1963 г.
- LLRV в полет
- Eagle на лунна орбита
- Диаграма на лунния модул
- Кабината на екипажа